# Floing, Ardennes

Floing este o comună în departamentul Ardennes din nordul Franței. În 1 ianuarie 2022 avea o populație de 2.277 de locuitori.